# Greensboro (Alabama)
Greensboro és una població dels Estats Units a l'estat d'Alabama. Segons el cens del 2000 tenia 2.731 habitants.

## Demografia
Segons el cens del 2000, Greensboro tenia 2.731 habitants, 1.026 habitatges, i 688 famílies. La densitat de població era de 443 habitants/km².
Dels 1.026 habitatges en un 32,3% hi vivien nens de menys de 18 anys, en un 35,1% hi vivien parelles casades, en un 27,3% dones solteres, i en un 32,9% no eren unitats familiars. En el 31,2% dels habitatges hi vivien persones soles el 14,6% de les quals corresponia a persones de 65 anys o més que vivien soles. El nombre mitjà de persones vivint en cada habitatge era de 2,56 i el nombre mitjà de persones que vivien en cada família era de 3,21.
Per edats la població es repartia de la següent manera: un 28,6% tenia menys de 18 anys, un 10,5% entre 18 i 24, un 20,9% entre 25 i 44, un 20,5% de 45 a 60 i un 19,4% 65 anys o més.
L'edat mediana era de 37 anys. Per cada 100 dones hi havia 86,8 homes. Per cada 100 dones de 18 o més anys hi havia 74,6 homes.
La renda mediana per habitatge era de 22.930 $ i la renda mediana per família de 28.990 $. Els homes tenien una renda mediana de 36.071 $ mentre que les dones 23.224 $. La renda per capita de la població era de 13.271 $. Aproximadament el 27,2% de les famílies i el 35,3% de la població estaven per davall del llindar de pobresa.

## Poblacions més properes
El següent diagrama mostra les poblacions més properes.